# Микола Чанда
Микола Чанда (13 лютого 1932 — 2 серпня 1979) — словацький і чехословацький політик від Комуністичної партії Словаччини українського (русинського) походження, депутат Національних зборів Чехословаччини та Палати народу Федеральних зборів.

## Життєпис
На виборах 1964 року він був обраний від КПС до Національних зборів Чехословаччини від Східно-Словацької області. Він засідав у Національних зборах до кінця парламентського терміну в 1968 році.
У 1968 році він був зарахований професійно як шліфувальник металу з району Стара Любовня.
Після федералізації Чехословаччини в 1969 році він засідав у Народному домі Федеральних зборів (виборчий округ Stará Ľubovňa), де залишався до кінця виборчого періоду, тобто до виборів у 1971 році.

### Зовнішні посилання
- (чеськ.) Микола Чанда в парламенті